# Serino
Serino es un municipio (comune, en italiano) de la provincia de Avellino, en la región de Campania. Tiene una población estimada, a fines de octubre de 2021, de 6665 habitantes.
Se extiende por una área de 52,5 km². Linda con los municipios de Aiello del Sabato, Calvanico, Giffoni Valle Piana, Montella, San Michele di Serino, Santa Lucia di Serino, Santo Stefano del Sole, Solofra y Volturara Irpina.

## Demografía
| Gráfica de evolución demográfica de Serino entre 1861 y 2021 |
|                                                              |
| Fuente ISTAT - elaboración gráfica de Wikipedia              |